# 山形大学
山形大学（やまがただいがく、英語: Yamagata University）は、山形県山形市小白川町1丁目4番12号に本部を置く日本の国立大学。1878年創立、1949年大学設置。大学の略称は山大（やまだい）。

## 概観

### 大学全体
山形大学は1949年（昭和24年）、国立学校設置法に基づき新制大学として発足した。母体となったのは山形高等学校、山形師範学校、山形青年師範学校、米沢工業専門学校、山形県立農林専門学校である。設立時は文理学部、教育学部、工学部、農学部の4学部。現在では人文社会科学部、地域教育文化学部、理学部、医学部、工学部、農学部の6学部を有する総合大学となっている。学生数9,045名、教員数923名（非常勤を除く）、職員数1,317名（非常勤を除く）。
キャンパスは山形県内各地に分散して立地している。
- 小白川キャンパス（山形市） - 事務局、人文社会科学部、地域教育文化学部、理学部
- 飯田キャンパス（山形市） - 医学部、医学部附属病院
- 松波キャンパス（山形市） - 附属小中学校、附属幼稚園
- 米沢キャンパス（米沢市） - 工学部
- 鶴岡キャンパス（鶴岡市） - 農学部
- エリアキャンパスもがみ（最上地域）- ヴァーチャルキャンパス

### 建学の精神 - 大学の理念・使命
基本理念として、「持続的発展が可能な循環型社会の形成」への貢献と「自然と人間の共生」を謳った『山形大学環境宣言』を策定している。

### 教育および研究
教養教育を学士課程教育の基盤である「基盤教育」として重視しており、その運営・実施機関として「基盤教育院」を設置している。学生支援では、学生と大学の関係を密接にすることを狙いとして、大学が直接学生をスタッフとして雇用するインターンシップ制度が創設される見込みとなっている。他に、アドバイザーが新たな成績評価制度に基づいて個別の学生に指導・助言を行うYU-サポーティングシステム、ボランティアの学生サポーターと連携した就職支援事業なども進めている。
研究面では世界レベルの若手研究者の育成を掲げるとともに、学部別では、医学部がグローバルCOEなどの競争資金の獲得を積極的に進めており、世界水準の高度先進医療の研究・教育拠点整備に取り組み実績を挙げている。工学部でも有機ELに代表される「有機エレクトロニクス技術」の世界的な研究拠点「有機エレクトロニクス研究センター」を設立し、有機エレクトロニクス技術で世界をリードすることが期待されている。

## 沿革
（沿革節の主要な出典は公式サイト）

### 大学設立
1949年に国立学校設置法により、新制山形大学が発足。山形高等学校、山形師範学校、山形青年師範学校、米沢工業専門学校、山形県立農林専門学校の長い歴史と伝統を受け継ぐ形で、文理学部、教育学部、工学部、農学部が設置された。
山形高等学校は文理学部となった後に人文学部と理学部となり、小白川キャンパスに所在する。山形師範学校は教育学部となった後に小白川キャンパスへ移動し、地域教育文化学部に改組された。米沢工業専門学校は工学部として米沢キャンパスとなり、山形大学の中で最も大きな学部になった。山形県立農林専門学校は農学部として鶴岡キャンパスとなり、小白川キャンパスから約100km離れたキャンパスとなった。
当初は各地のキャンパスを移転・統合する予定であったが、人文学部の教職員の反対により頓挫している。インターネットなど情報化社会の到来によって、遠隔地でも問題がなくなってきたこともあり、最近では統合の話が出ていない。
山形県全体としてみると、キャンパスが村山地方（山形市）、置賜地方（米沢市）、庄内地方（鶴岡市）それぞれに所在する。近年は最上地方（新庄市）にも「エリアキャンパスもがみ」が設置され、県内4つの地区全てにキャンパスが配置されている。元々、旧制時代からその地域特性にあった学校があったため、それらの伝統を引き継いで地域の産業形態に添った形で教育・研究活動を行なっている。
工学部がある米沢地区はエレクトロニクス関連の企業が多く、農学部がある庄内地区は米どころとして知られている。旧制高等学校であった人文学部と理学部、師範学校であった地域教育文化学部は山形県の政治・経済の中心である村山地区にある。

### 入試過誤 - 山形大学アクションプランへ
2001年5月、工学部が1997年度以降5年間の入試において、計428人の本来合格であるべきであった受験生をセンター試験の傾斜配点集計ミスが原因で誤って不合格にしていたことが発覚した。このため大学はそれらの受験生に謝罪し、合格とした。工学部への年度途中入学を認めたのはもちろん、過去の受験生で他大学に入学してしまっていた場合には希望に応じて編入を認め、さらに浪人や他大学入学に伴う学費を負担するなど、数億円に及ぶ救済措置を行った。当時、文部科学省が進めていた「遠山プラン」を背景として噂されていた「大学解体の危機」に対して、「山形大学アクションプラン」を教員と職員が一体となって作成し乗り切った。
なお、この事件を発端に他大学でも類似のミスが続々と発覚し、個別の大学を単位とした入試制度のあり方自体を問う議論へと発展した。また、これを受け大手予備校（河合塾など）は、大学・短大からの入試問題作成委託を公言し、大きな反響を呼んだ。

### 教育学部存廃問題 - 地域教育文化学部への改組
2001年の「国立の教員養成系大学・学部の在り方に関する懇談会」で少子化を見据え教員養成系大学・学部の再編が要請された。山形大学でも宮城教育大学、福島大学教育学部と再編統合の協議が行われ、山大は「教育学部の主たる教員養成を宮城教育大学にゆだねる」との提案を行った。しかし、この提案は「教育県山形」を謳う県民挙げての反対運動にあって頓挫。大学側は「教員養成機能を残した学部」への改組に踏み切り、2004年に教育学部は地域教育文化学部へと改組され、3学科の1つ地域教育学科だけが教員養成を中心に行うことになった。
しかし、これを契機として、県、市、大学が一体となった建設的な取り組みが始まり、数多くの副産物も生まれた。たとえば、教職大学院の設置に向けた検討が早くから県民の意思によって行われ、また、存続運動の中心的な役割を担った「山形大学教育学部を存続・支援する会」や「存続を求める関係団体連絡協議会議」などに寄せられた資金や県と市からの財政支援を基にして「やまがた教育振興財団」が設立された。財団は奨学金貸与事業などを進めている。

### 2007年学長選挙 - 文科省前事務次官が学長に
2007年9月、学長選挙学内意向投票では工学部の小山清人が378票で1位、医学部、地域教育文化学部が推した文部科学省前事務次官の結城章夫が355票で2位となった。しかし、意向投票の翌日に行われた学長選考会議の結果、14票中10票を集めた結城章夫が学長に就任した。学長就任に際しては、全国初の事務次官天下り学長と注目を集め、学長選挙の不明朗な経緯も含めて新聞に批判的な記事が掲載された。事務次官在任中に山形大学関係者と接触したことは、天下りを制限した国家公務員法に抵触する可能性も指摘された。また、山形大学学長選考規則は現職の国家公務員には学長候補者の資格がないと明記しているが、この点も瑕疵があったのではとの指摘もなされた。
しかし、9月に結城学長下で発足した新理事会には、天下り反対派であった小山、中島勇喜（農学部）も加わり、全学体制が敷かれた。そして、学長就任後4ヶ月を経た頃には、教職員からの評価は早くも急上昇したと報じられている。
2014年3月末をもって結城は山形大学学長を退任。2014年4月1日より小山清人が山形大学学長に就任した。

### 年表
- 1949年 国立学校設置法により、新制山形大学が発足（文理学部、教育学部、工学部、農学部を設置）。
- 1954年 工業短期大学部併設。
- 1964年 大学院工学研究科（修士課程）設置。
- 1967年 人文学部、理学部、教養部設置（文理学部を改組）。
- 1970年 大学院農学研究科（修士課程）設置。
- 1973年 医学部設置。
- 1975年 養護教諭特別別科設置。
- 1979年 大学院理学研究科（修士課程）、大学院医学研究科（博士課程）設置。
- 1983年 工学部にBコース（昼夜開講課程・夜間主コース）増設。
- 1985年 工業短期大学部廃止。
- 1993年 大学院教育学研究科（修士課程）、大学院工学研究科（区分制博士課程）設置（工学研究科（修士課程）を改組）。
- 1996年 教養部廃止。
- 1997年 大学院社会文化システム研究科（修士課程）設置、大学院医学研究科を大学院医学系研究科に名称変更。
- 1999年 大学院工学研究科を大学院理工学研究科に名称変更（理学研究科を廃止）。
- 2004年 国立大学法人法により、国立大学法人山形大学へ移行。
- 2005年 教育学部を地域教育文化学部に改組。
- 2006年 人文学部総合政策科学科を法経政策学科に改組。
- 2010年 工学部Bコース（夜間主コース）を統合しシステム創成工学科（フレックスコース）へ改組。昼間コースにバイオ化学工学科を設置。農学部生物生産学科、生物資源学科、生物環境学科の3学科を改組し、食料生命環境学科を設置。
- 2017年 農学部・医学部を除く全ての学部と理工学研究科において大幅な改組を実施。
- 2020年 新型コロナウイルス感染症の影響で卒業式が中止される。
- 2025年 社会共創デジタル学環開設予定

## 基礎データ

### 所在地
- 小白川キャンパス：山形市小白川町一丁目4-12
- 飯田キャンパス：山形市飯田西二丁目2-2
- 松波キャンパス：山形市松波二丁目7-2
- 米沢キャンパス：米沢市城南四丁目3-16
- 鶴岡キャンパス：鶴岡市若葉町1-23

### 象徴
現在の山形大学のロゴマークは、2001年に学生、卒業生、教職員などの大学関係者を対象に行われた公募で選定されたデザインが補作の上採用されたものである。山形大学の「山」の字をモチーフにデザインされ、色は緑豊かな山形をイメージした「常盤色（ときわいろ）」を採用している。他に『みどり樹に』という学生歌があり、入学式など様々な式典で歌われている。
また、2008年元気プロジェクトに採択され制作された『夢のカケラ』は、山形大学公式イメージソングとなっている。

### 編入学
工学部・農学部・人文学部・医学部（看護学科）で編入学を受け入れている。
三年次への編入学のみである。医学部看護学科は看護学校や看護短大からの編入生のみを対象としている。

### 学生の出身
山形市内のキャンパスは宮城県出身者が最も多く、それ以外のキャンパスは山形県出身者が多い傾向にある。
2020年度入学者の地域占別比率は、山形県が約24％なのに対し、宮城県は約23％となっている。志願者数では宮城県が最多の1,242人となっており、山形県の1,140人を上回る結果となった（入学者数は山形県が401人、宮城県が378人で逆転する）。ただし学部によってその比率は大きく異なる。
小白川キャンパス（人文社会科学部、理学部、地域教育文化学部）は仙台市中心部と山形市中心部を結ぶ高速バス 仙台 - 山形線（山交バス・宮城交通）の「南高前」停留所から近いため、宮城県仙台市内から通う者もいる
。
出身高校は村山地方では山形東、山形西、山形南、寒河江が多い。置賜地方では長井と米沢興譲館、庄内地方では鶴岡南や酒田東、最上地方では新庄北といった公立進学校が多い。宮城県内からも仙台一、仙台二、仙台三、宮城一、仙台二華、仙台向山、仙台南、宮城野など公立進学校の出身が多い
。
山形大学には附属高校がない。幼小中と試験を経て入園入学した者は附属中学校を卒業した後、山形東、山形西、山形南、山形北、日大山形など山形市内をはじめとして県内外の公私立高校に進む。その後に山形大学に進学する者もあるが、少ない。

### 就職・進学実績
本社所在地が東北地方・関東の企業が多い。関東の企業が多いのは上場企業の本社が東京にあるからであって、配属先ではない。東北地方への就職では金融・製造業・公務員・サービスなど多岐にわたる。人文学部においては公務員が全体の三割を占めている
。
小規模大学であるが医学部・理学部・工学部・農学部など就職が比較的良好な分野の学部が多く、就職率は高い（他の国公立同様に大学院進学率も高い）。地域教育文化学部は教員や栄養士など、人文学部は金融や公務員への就職が多い
。

## 教育および研究

### 組織

#### 学部
- 人文社会科学部[10]
  - 2017年度入学生以降
    - 人文社会科学科
      - 人間文化コース
      - グローバル・スタディーズコース
      - 社会科学系コース[11]
        - 総合法律コース
        - 地域公共政策コース
        - 経済・マネジメントコース
- 人文学部(2017年4月人文社会科学部に改組)[12]
  - 人間文化学科
    - 2013年度入学生以降2016年度まで
      - 地域・人間コース（地理学、社会学、心理学、人間情報科学）
      - 言語コース（言語学、日本語学、英語学）
      - 文化動態論コース（歴史学、文化人類学）
      - 文化解釈学コース（文学、芸術、表象、哲学）
      - グローバル文化学コース（比較文化論、欧米文化論、アジア文化論）

    - 2012年度以前
      - 共生人間学コース
      - 文化環境学コース

  - 法経政策学科
    - 法律コース
    - 経済・経営コース
    - 公共政策コース
- 地域教育文化学部
  - 2017年度入学生以降
    - 地域教育文化学科
      - 児童教育コース
プログラム：小学校教育プログラム、チャレンジプログラム
      - 文化創生コース
プログラム：心身健康支援プログラム、芸術文化創生プログラム、チャレンジプログラム

  - 2016年度入学生まで
    - 地域教育文化学科
      - 児童教育コース
プログラム：教科実践力向上プログラム、特別支援プログラム、心理プログラム
      - 異文化交流コース
プログラム：言語文化教育プログラム（日本語）、言語文化教育プログラム（英語）、多文化社会教育プログラム、国際交流プログラム
      - 造形芸術コース
プログラム：造形教育プログラム（美術）、造形教育プログラム（工芸）、造形芸術プログラム
      - 音楽芸術コース
プログラム：音楽教育プログラム、音楽芸術プログラム
      - スポーツ文化コース
プログラム：スポーツ教育プログラム、スポーツ文化プログラム
      - 食環境デザインコース
プログラム：生活文化教育プログラム、人間栄養教育プログラム、食環境プログラム
      - 生活環境科学コース
プログラム：自然科学教育プログラム、ものづくり教育プログラム、科学技術教育プログラム、生活環境科学プログラム
      - システム情報学コース
プログラム：数理科学教育プログラム、システム情報学プログラム

- 理学部
  - 2017年度入学生以降
    - 理学科
      - コース：数学コース、物理学コース、化学コース、生物学コース、地球科学コース、データサイエンスコース
      - 履修プログラム：スタンダードプログラム、フロンティアプログラム、サイエンスコミュニケータープログラム

  - 2016年度入学生まで
    - 数理科学科
    - 物理学科
    - 物質生命化学科
    - 生物学科
    - 地球環境学科
- 医学部

  - 医学科[注 2]
  - 看護学科[13]
- 工学部
  - 2017年度入学生以降
    - 昼間コース
      - 高分子・有機材料工学科[14]
        - 合成化学コース
        - 光・電子材料コース
        - 物性工学コース

      - 化学・バイオ工学科
        - 応用化学・化学工学コース
        - バイオ化学工学コース

      - 情報・エレクトロニクス学科
        - 情報・知能コース
        - 電気・電子通信コース

      - 機械システム工学科
      - 建築・デザイン学科

    - フレックスコース
      - システム創成工学科

  - 2016年度入学生まで
    - 昼間コース（旧Aコース）
      - 機能高分子工学科
        - 高分子合成化学専修コース
        - 光・電子材料工学専修コース
        - 高分子物性工学専修コース
3年次に各専修コースに分かれる

      - 物質化学工学科
      - バイオ化学工学科
      - 応用生命システム工学科
      - 情報科学科
      - 電気電子工学科
      - 機械システム工学科

    - フレックスコース
      - システム創成工学科
- 農学部
  - 食料生命環境学科[15]
    - 2019年度入学生から
      - アグリサイエンスコース　
        - 果樹園芸学、観賞植物学、栽培土壌学、作物育種学、作物学、食農環境会計学、食農環境経営学、食農環境経済学、食農環境社会学、食農環境政策学、食農環境地理学、植物病理学、生産機械学、畜産学、動物生態学、バイオマス資源学、野菜園芸学

      - バイオサイエンスコース　
        - 栄養生理学、応用微生物学、食品栄養化学、食品創製科学、植物遺伝・育種学、植物遺伝資源学、植物栄養学・土壌学、生物有機化学、動物機能調節学、農産物生理化学、発酵制御学、微生物資源利用学、分子細胞生化学

      - エコサイエンスコース　
        - 里山創生論、森林影響学、森林資源利用学、森林生態学、森林保全管理学、水利環境学、農村環境学、農地環境学、森づくり論、流域保全学、林政学

    - 2018年度入学生まで
      - 安全農産物生産学コース
      - 食農環境マネジメント学コース
      - 食品・応用生命科学コース
      - 植物機能開発学コース
      - 森林科学コース
      - 水土環境科学コース

- 社会共創デジタル学環 （2025年度開設予定）

#### 研究科
- 社会文化創造研究科
  - 修士課程
    - 社会文化創造専攻
      - 社会文化システムコース
      - 臨床心理学コース
      - 芸術・スポーツ科学コース
- 教育実践研究科（教職大学院）
  - 専門職学位課程
    - 教職実践専攻
分野[注 3]：学校力開発分野、学習開発分野、教科教育高度化分野、特別支援教育分野
- 理工学研究科
  - 理学系
    - 博士前期課程
      - 数理科学専攻
      - 物理学専攻
      - 物質生命化学専攻
      - 生物学専攻
      - 地球環境学専攻

    - 博士後期課程
      - 地球共生圏科学専攻

  - 工学系
    - 博士前期課程
      - 機能高分子工学専攻
      - 有機デバイス工学専攻（独立専攻）
      - 物質化学工学専攻
      - バイオ化学工学専攻
      - 応用生命システム工学専攻
      - 情報科学専攻
      - 電気電子工学専攻
      - 機械システム工学専攻
      - 建築・デザイン・マネジメント専攻

    - 博士後期課程
      - 有機材料工学専攻
      - バイオ工学専攻
      - 電子情報工学専攻
      - 機械システム工学専攻
      - ものづくり技術経営学専攻（独立専攻）
- 医学系研究科

- - 博士課程
    - 医学専攻

  - 博士前期課程・博士後期課程
    - 生命環境医科学専攻
      - 講座[16]
        - 社会環境予防医学部門
公衆衛生学講座、医療政策学講座、医薬品医療機器評価学講座、がん医療学講座、医療情報学講座
        - 臨床的機能再生部門
脳神経外科学講座、高次脳機能障害学講座、リハビリテーション医療学講座
        - 分子疫学部門
内科学第三(神経・内分泌代謝学)講座、血液・細胞治療内科学講座、生化学・分子生物学講座、生命情報工学講座、動物実験医科学講座、遺伝子実験医科学講座、遺伝情報解析学講座

    - 看護学専攻
- 有機材料システム研究科
  - 博士前期課程・博士後期課程
    - 有機材料システム専攻
- 農学研究科
  - 修士課程
    - 生物生産学専攻
      - 安全農産物生産学コース
      - 食農環境マネジメント学コース

    - 生物資源学専攻
      - 食品・応用生命科学コース
      - 植物機能開発学コース

    - 生物環境学専攻
      - 森林科学コース
      - 水土環境科学コース
- 岩手大学大学院連合農学研究科[17]
  - 博士課程
    - 生物生産科学専攻
    - 生物資源科学専攻
    - 寒冷圏生命システム学専攻
    - 生物環境科学専攻

#### 別科
- 養護教諭特別別科

#### 附属機関
- 人文学部付属機関
  - 人文学部附属ナスカ研究所
- 地域教育文化学部付属機関
  - 地域教育文化学部付属教職研究総合センター
- 理学部付属機関
  - 高感度加速器質量分析センター
  - 理学部放射性同位元素実験室
  - 理学部裏磐梯湖沼実験所
- 医学部付属機関
  - 医学部附属病院
  - 医学部図書館
  - 医学部メディカルサイエンス研究所
  - 医学部総合医学教育センター
  - 環境保全センター
  - 医学部在宅医療・在宅看護教育センター
  - 医学部がんセンター
  - 医学部東日本重粒子センター[18]
- 工学部付属機関
  - 工学部図書館
  - 国際事業化研究センター
  - 有機エレクトロニクス研究センター
  - 有機エレクトロニクスイノベーションセンター
  - 有機材料システム事業創出センター（米沢オフィスアルカディア内）[19]
  - 工学部学術情報基盤センター
  - 工学部国際交流センター
  - ものづくりセンター
- 農学部付属機関
  - 農学部附属やまがたフィールド科学センター
  - 農学部図書館
  - 農学部遺伝子実験室
  - 農学部学術情報基盤センター
  - 農学部放射性同位元素実験室
- 小白川図書館
- 附属博物館
- 情報ネットワークセンター
- 教育開発連携支援センター
- 保健管理センター
- 東北創生研究所
- 山形大学xEV飯豊研究センター（リチウムイオン電池開発、山形県飯豊町）[20]

#### 附属学校
- 山形大学附属小学校
- 山形大学附属中学校
- 山形大学附属幼稚園
- 山形大学附属特別支援学校

### 研究
世界レベルの若手研究者の育成を掲げるとともに（スタートアップ研究資金の支援、海外派遣プログラム、テニュア・トラック制による）、学部別では、医学部がグローバルCOEなどの競争資金の獲得を積極的に進めており、世界水準の高度先進医療の研究・教育拠点整備に取り組み実績を挙げている。工学部でも有機ELに代表される「有機エレクトロニクス技術」の世界的な研究拠点「有機エレクトロニクス研究センター」を設立し、有機エレクトロニクス技術で世界をリードすることが期待されている。

#### 21世紀COEプログラム
21世紀COEプログラムとして、1件のプログラムが採択された。
- 平成15年度（2003年度）

医学系
- 地域特性を生かした分子疫学研究（医学系、拠点リーダー・河田純男医学部教授）

#### グローバルCOEプログラム
グローバルCOEプログラムとして、1件のプログラムが採択されている。
- 平成20年度（2008年度）

医学系
- 分子疫学の国際教育研究ネットワークの構築（医学系、拠点リーダー・嘉山孝正医学部長）

### 教育
学士課程教育の基盤である「基盤教育」として教養教育が重視されており、その運営・実施機関として「基盤教育院」を設置している。学生支援では、学生と大学の関係を密接にすることを狙いとして大学が直接学生をスタッフとして雇用するインターンシップ制度（アドミニストレイティブ・アシスタント制度）が創設される見込みとなっている。ほかに、学生の修業支援として、アドバイザーが新たな成績評価制度に基づいて個別の学生に指導・助言を行うYU-サポーティングシステム、ボランティアの学生キャリアサポーターと連携した就職支援事業なども進めている。
現代的教育ニーズ取組支援プログラム（現代GP）
- 平成16年度（2004年度）
  - 生涯医学教育拠点形成プログラム －包括的地域医療支援機構創設－（地域活性化への貢献）
  - 連携・共有する教養教育プログラムの開発 －県内高等教育の向上を目指して－（他大学との統合・連携による教育機能の強化）（山形県立保健医療大学、東北公益文科大学、山形県立米沢女子短期大学、羽陽学園短期大学、山形短期大学と共同で採択）
- 平成18年度（2006年度）
  - 体験と実習を礎とする職業観形成法の確立（実践的総合キャリア教育の推進）
  - エリアキャンパス未来遺産創造プロジェクト －大学の初年時教育と地域の人材育成を相乗的に活性化していく現地体験型授業－（地域活性化への貢献（広域型））

社会人の学び直しニーズ対応教育推進プログラム
- 平成19年度（2007年度）採択
  - 里山保全と中山間地域活性化を相乗的に具現化する里地里山活動プランナーの実践的養成（理工農系）

博士課程教育リーディングプログラム
- 平成24年度（2012年度）採択
  - フロンティア有機材料システム創成フレックス大学院（オンリーワン型）[21]

## 大学生活

### 部活動・クラブ活動・サークル活動
140を超す学生サークルが多彩な課外活動を行っている。（教育や研究の場面でも、同様に、さまざまな野外実習や蔵王でのスキー教室などが行われている）。またキャンパスが点在しているため、各地に固有のサークルを持っている。

#### サークル

##### 小白川キャンパス
体育系
- clover～硬式テニスサークル～
- SALIBANDY部
- Style＆表現研究会
- WTFテコンドー部
- アーチェリー部
- 合気道部
- アイスホッケー部
- アクアライフ
- 汗をかく会（AKK）
- アメリカンフットボール部
- 居合道研究会
- 居合道同好会
- 基礎スキー同好会
- 弓道部
- 剣道部
- 硬式庭球部
- 硬式野球部
- 小白川バスケットボール会
- 小白川ビリヤードサークル
- コピーダンスサークルtwinkle
- サイクリングクラブ
- 自然に親しむ会
- 自転車競技部
- 競技舞踏部
- 柔道部
- 少林寺拳法部
- 女子サッカー部
- 女子バスケットボール部
- 女子バレーボール部
- 女子ハンドボール部
- 水泳部
- スキー部
- スノーボードサークル「FreeStyle」
- 漕艇部
- ソフトテニス同好会
- ソフトテニス部
- ソフトボールサークル
- 卓球部
- 男子サッカー部
- 男子バスケットボール部
- 男子バレーボール部
- 男子ハンドボール部
- チアダンスサークル「Cherries」
- トライアスロン部
- 軟式野球部
- バスケットボール同好会
- バドミントンサークルスマッシュNo.1
- バドミントン部
- 花笠サークル「四面楚歌」
- パラグライダー部
- バレーすっぞの会
- バレーボール同好会
- ハンドボールサークル
- フェンシング部
- フットサル同好会
- フライングディスク同好会
- ボウリング部
- ボクササイズサークル
- ラグビー部
- 陸上競技部
- 空手道部
- ワンダーフォーゲル部
- バーベルクラブ
- 剣道サークル
- King Kids

文化系
- Academic Cafe
- IF（InternationalFriendship）
- JAZZ研究会
- JCC
- Linux研究会
- Project Vibrio
- アカペラサークル「Smile」
- 囲碁将棋部
- うたごえサークルとまり火
- 裏千家茶道サークル千歳
- 映画研究家
- 演劇集団舞台工房
- お笑いサークル
- 音楽愛好会
- 音楽研究会
- 絵画部
- かるた部
- くるみぼたんの会
- 軽音楽研究会
- 劇団めざましどけい
- Community designサークル
- 混声合唱団
- 茶道部
- ジャグリング同好会
- 写真部
- 障害児教育研究会
- 書道部
- 吹奏楽団
- 聖書研究会水曜会
- チーム道草
- 地学研究会
- てるてるぼうず
- ドットジェイピー
- 美術研究会
- フィルハーモニーオーケストラ
- フリーペーパーサークル"Y-ai!"
- 文芸部
- 放送研究会
- 学び場プラス
- 漫画研究会
- マンドリンクラブ
- ムーミン研究会
- 楽天イーグルス応援サークル山鷲会
- ラジオサークルHBK
- 料理サークル「CUCINA」
- 歴史学研究会
- IVY youth

##### 飯田キャンパス
体育系
- バレーボール部
- 卓球部
- バスケットボール部
- 少林寺拳法部
- 空手道部
- 水泳部
- ラグビー部
- 陸上競技部
- 柔道部
- ゴルフ部
- ヨット部
- 弓道部
- バドミントン部
- 競技スキー部
- 硬式テニス部
- ソフトテニス部
- 準硬式野球部
- サッカー部
- 剣道部
- フットサル部
- ハンドボール部
- ソフトボール部
- 合気道部

文化系
- DoD（Dance or Die）ダンス部
- 室内合奏団
- 聖書研究会
- 軽音楽部 Sound Room
- 同窓会新聞部
- 映画部
- 将棋部
- YMSA（Yamagata Medical Student Association）
- コーラス部

##### 米沢キャンパス
体育系
- ARK（バスケットボールサークル）
- ETC（テニスサークル）
- WTFテコンドー部
- YMCC（米沢モーターサイクル）
- アーチェリー部
- 合気道部
- アクアライフ
- アメリカンフットボール部
- 居合道同好会米沢支部
- かるスポ
- 基礎スキー同好会Big Boots
- 弓道部
- 球友会
- 剣道部
- 硬式庭球会
- 硬式庭球部
- 硬式野球部
- 小白川バスケ会米沢支部
- サイクリングサークル
- サッカー部
- サリバンディ部
- 自然に親しむ会
- 自転車競技部
- 自動車部
- 柔道部
- 少林寺拳法部
- 漕艇部工学部支部
- 卓球部
- トライアスロン部
- 軟式野球サークル
- ソフトテニス部
- ソフトボールサークル
- バスケットボール部
- バドミントン同好会
- バドミントン部
- パラグライダー部
- バレーボール部
- 表現研究会
- フットサルサークル(Atoletico)
- 陸上競技部
- 和道流空手道部
- ワンダーフォーゲル部
- フライングディスク同好会

文化系
- Accel Link　米沢
- JAZZ研究会
- アカデミーストリングス合奏団
- アカペラサークルLien
- 吾妻祭実行委員会【大学祭】
- 囲碁・将棋部
- 音楽サークル　青い空
- ギターマンドリンクラブ
- 競技麻雀研究会
- グリークラブ
- 軽音楽研究会
- 劇団スピリッツ
- 国際交流サークルYUICY
- 茶道部
- ジャグリングサークル
- 書道部工学部支部
- 人力飛行機研究会（クラフト・パル）
- 吹奏楽団
- 聖書研究会
- ソフトウェア開発研究会
- 地学研究会
- 文芸部
- 編入生サークル
- マイクロコンピュータ研究会
- 漫画研究会
- 無線研究会
- 模型サークル
- ゆきんこ
- ロボタスティクス
- 技術開発系サークルMOT！
- 写真サークルTAKE！
- 折り紙同好会「山折」
- SCITAcenter@米沢

##### 鶴岡キャンパス
体育系
- アーチェリー部
- 合気道部
- SALIBANDY鶴岡支部
- T.O.F.C.
- 弓道部
- 陸上競技部
- サイクリングクラブ
- 自然に親しむ会
- 鶴岡 ビリヤードサークル
- 少林寺拳法部
- ソフトテニス部
- 卓球部
- 花笠サークル四面楚歌
- バスケットボール部（UYTC）
- バドミントン部
- バレーボール部
- フットサルサークル
- ワンダーフォーゲル部
- ＷＴＦテコンドー支部
- アクアライフ
- 軟式野球サークル（ニャートルズ）
- フライングディスク同好会
- 和道流空手道部

文化系
- JCC鶴岡支部
- OH,ONE!
- うたごえサークルとまり火
- 地学研究会
- タキタロウボランティアサークル
- 文化総合サークル
- 森の民
- フィルハーモニーオーケストラ
- 漫画研究会
- マンドリンクラブ
- 吹奏楽団
- 重音楽研究会
- ジャグリングサークル
- 庄内キャンドルナイトの会学生部
- テーブルゲームの会
- 献血推進サークルCrane crane

### 学園祭
毎年秋に、小白川キャンパスでは「八峰祭」、米沢キャンパスでは山形県立米沢女子短期大学・山形県立米沢栄養大学と合同で「吾妻祭」、鶴岡キャンパスでは「鶴寿祭」をそれぞれ開催している。

## キャンパスと施設
前述のように、山形県内各地にキャンパスを有する。小白川キャンパスと鶴岡キャンパスはおよそ100km離れており、国公立大学の中では北海道教育大学や信州大学に次ぐ距離がある。医学部・工学部・農学部は1年次は小白川キャンパス、2年次は各々のキャンパスへ移動する。留年や教養科目を規定単位以上修得できない場合は半期留年という形で残ることもある。
小白川キャンパスには人文学部と理学部の前身である山形高等学校 (旧制)があり、米沢キャンパスには工学部の前身である米沢工業専門学校、鶴岡キャンパスには農学部の前身である山形県立農林専門学校があった。山形師範学校は小白川キャンパスに近い、現在の山形北高等学校の場所にあったが、小白川キャンパスに移転している。医学部は新制大学になってから一県一医大構想により新設されたため前身となる旧制の学校は存在しない。
山形県の政治・経済の中心である山形市に旧制山形高校と山形師範学校、米沢織の歴史を持ち繊維産業が盛んだった米沢に米沢工専、農業が盛んな庄内地区に山形農専を設置するなど、地域の特性を活かした形で高等教育機関が設置されていた名残である。

### 小白川キャンパス
使用学部
- 人文社会科学部
- 地域教育文化学部
- 理学部

使用研究科
- 社会文化システム研究科
- 地域教育文化研究科
- 教育実践研究科（教職大学院）
- 理工学研究科（理学系）

使用附属施設
- インフォメーションセンター
- 基盤教育院
- SCITAセンター
- 情報ネットワークセンター
- 小白川図書館
- 附属博物館

など
交通アクセス

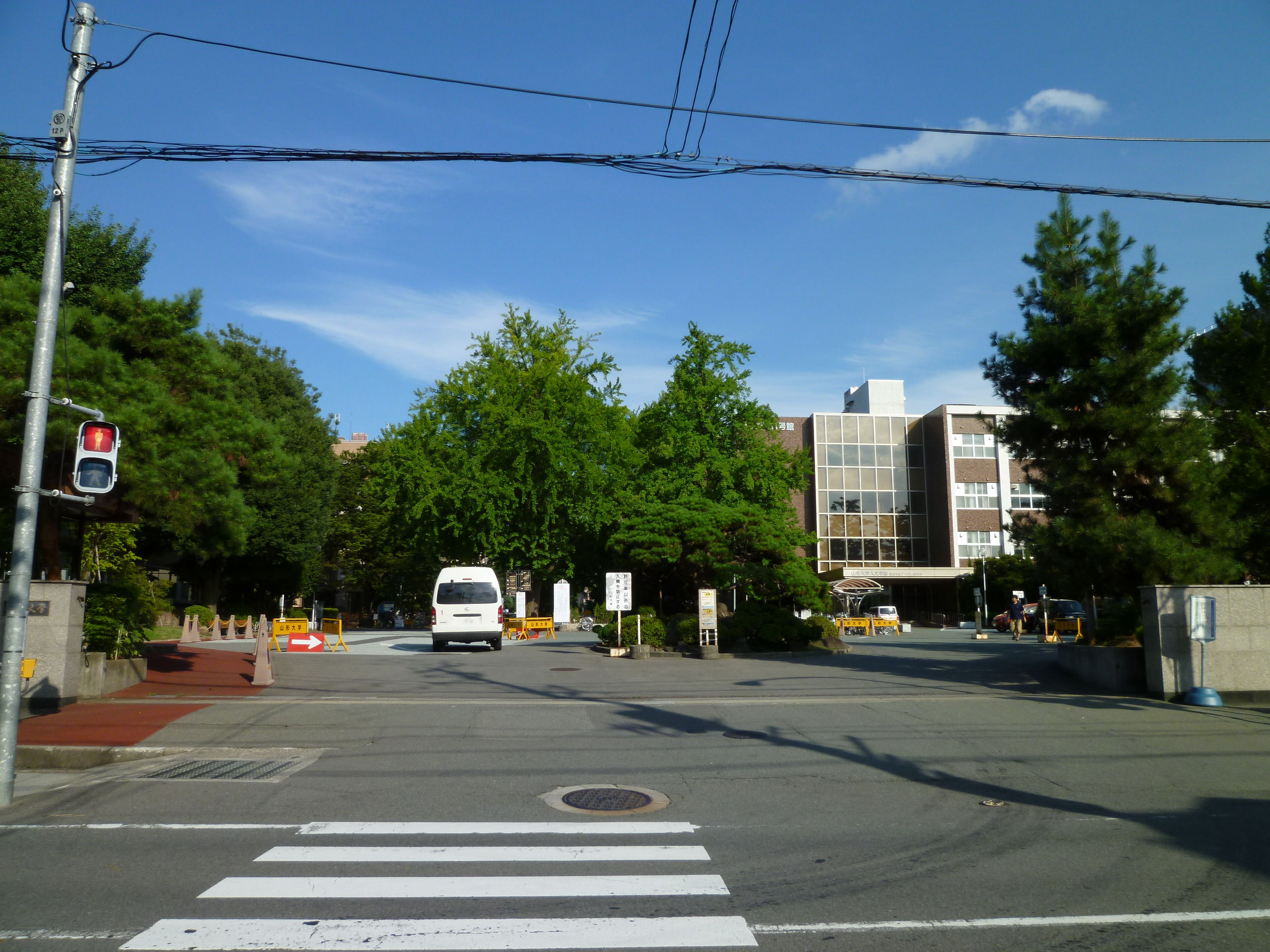
小白川キャンパス正門

- JR山形駅東口から東方2km、徒歩約25分。

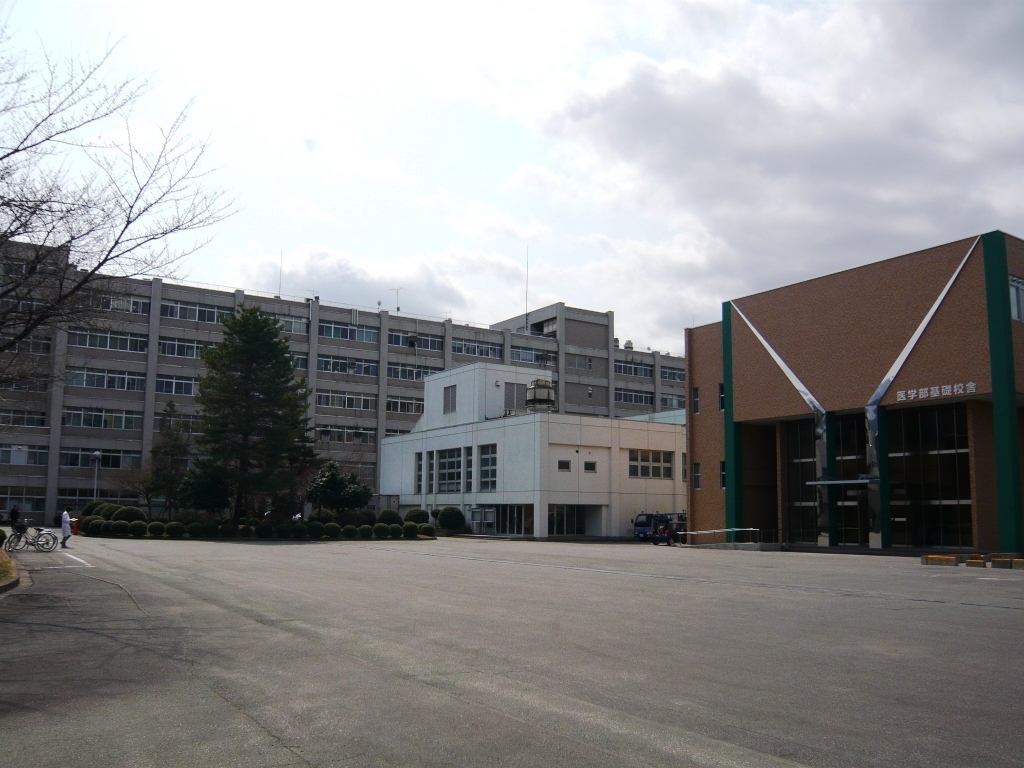
飯田キャンパス（医学部）
正面奥：臨床研究棟、右手：基礎棟

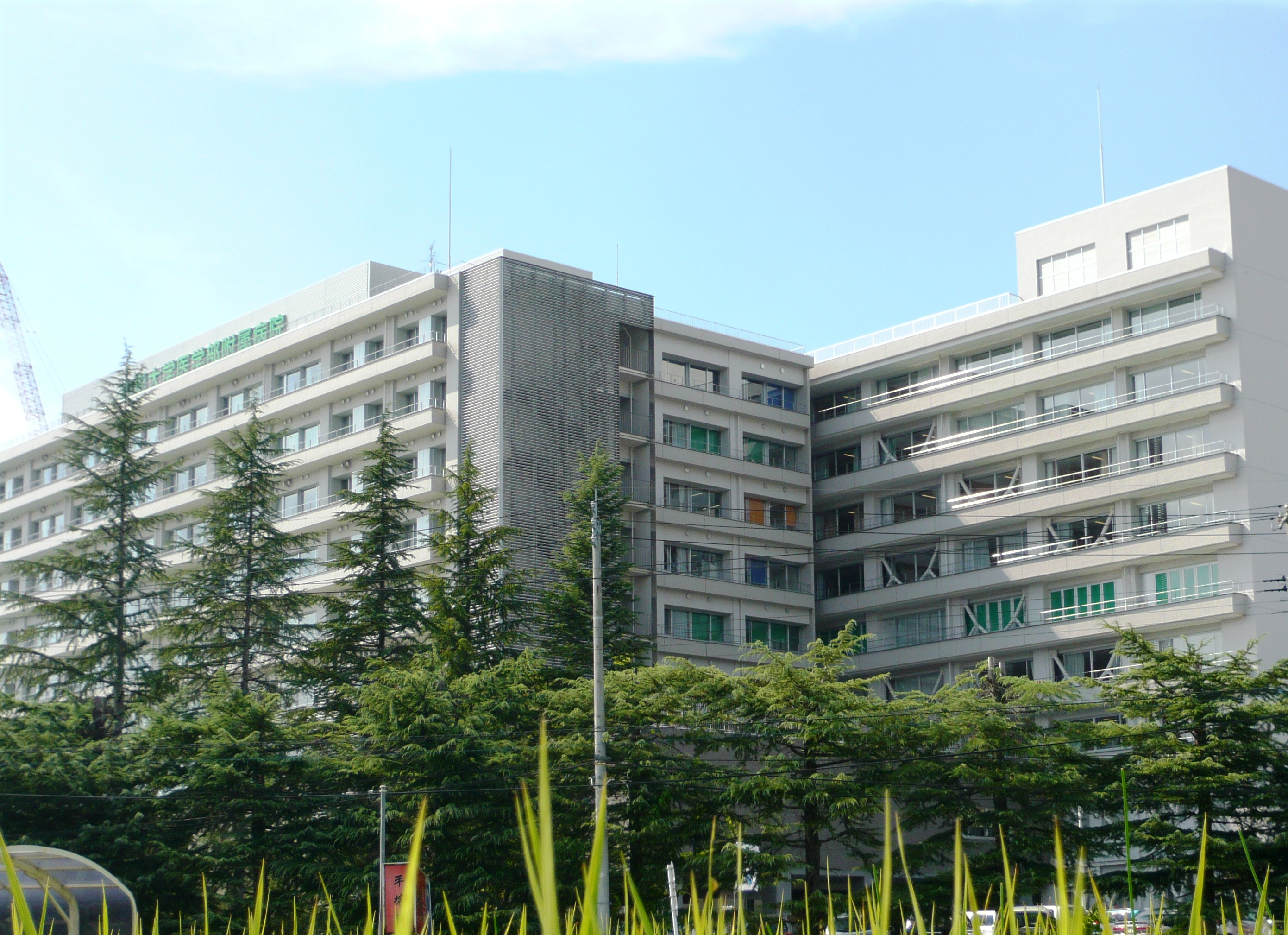
医学部附属病院

- JR山形駅東口3番バス停から山形大学専用シャトルバス（山形大学の学生・教職員以外も利用可[22]（所要時間約10分）。
- JR山形駅東口5番バス停から宝沢行、関沢行、防原行、県庁行の路線バスで八小南下車（所要時間約12分）、徒歩約2分。
- JR山形駅東口4番バス停から県庁行バスで南高前下車（所要時間約7分）、徒歩約5分。
- JR仙台駅西口22番バス停から高速バス仙台山形線で南高前下車（所要時間約50分）、徒歩約5分。

環境
山形大学の中心となるキャンパス。工学部フレックスコースを除く全学部の1年生と人文社会科学・地域教育文化・理学部、工学部 建築・デザイン学科の2 - 4年生が在籍。

### 飯田キャンパス
使用学部
- 医学部

使用研究科
- 医学系研究科

使用附属施設
- 医学部附属病院
- 附属特別支援学校
- 医学部図書館

など
交通アクセス
- JR山形駅東口3番バス停から大学病院行バスで大学病院前下車（所要時間約15分）。

環境
医学部医学科の2 - 6年生と看護学科の2 - 4年生が在籍。隣接地に医学部附属病院と附属特別支援学校がある。

### 松波キャンパス
使用学部
なし
使用研究科
なし
使用附属施設
- 附属小学校
- 附属中学校
- 附属幼稚園

交通アクセス
- JR山形駅東口4番バス停から山形県庁行バスで附属学校前下車（所要時間約10分）。

### 米沢キャンパス
使用学部
- 工学部

使用研究科
- 理工学研究科（工学系）
- 有機材料システム研究科

使用附属施設
- 国際事業化研究センター
- 有機エレクトロニクス研究センター
- 工学部図書館

など
交通アクセス
- JR南米沢駅から徒歩5分

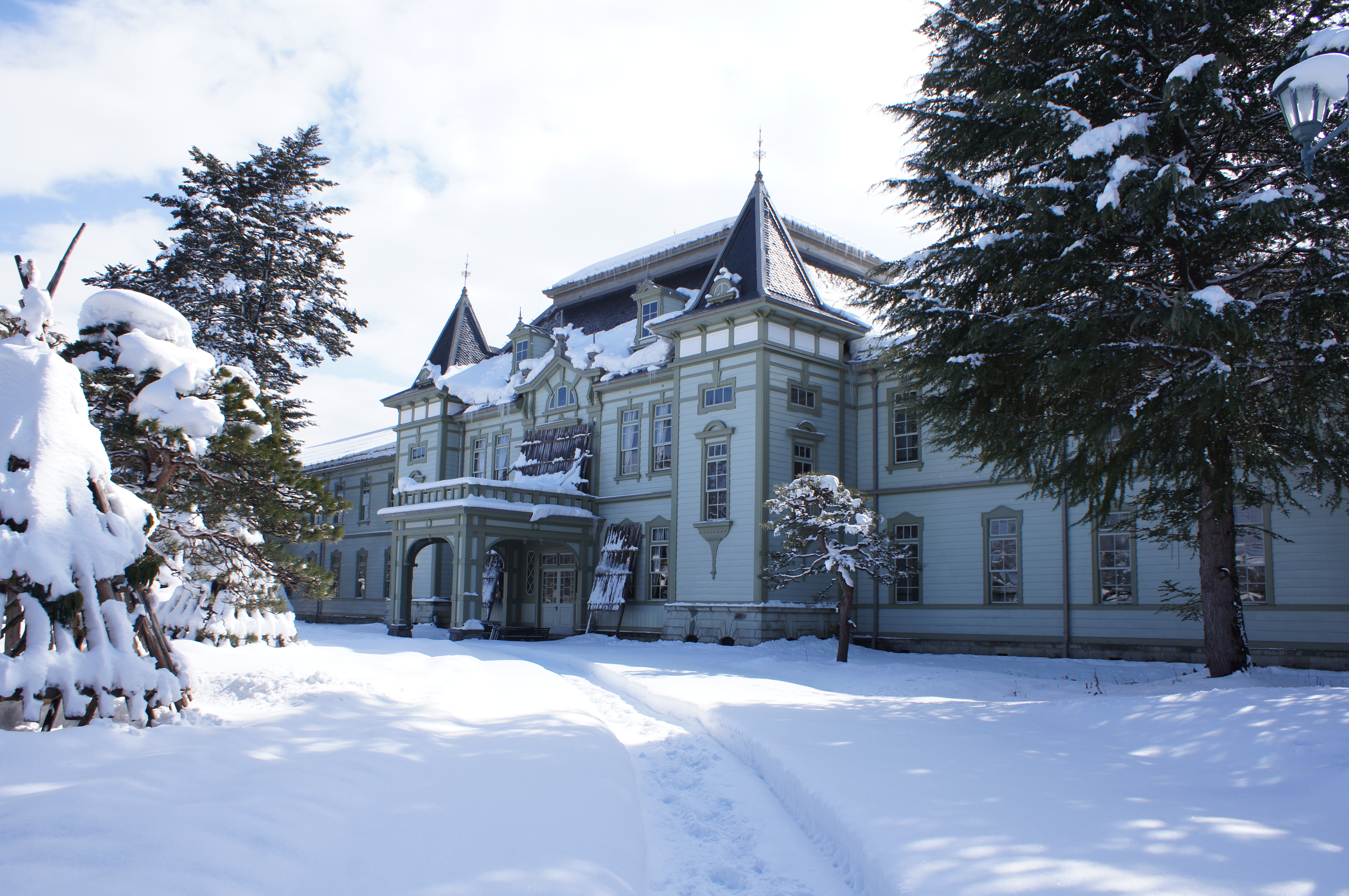
米沢キャンパス（工学部）
工学部資料館

- JR米沢駅から白布温泉行バスで城南二丁目下車（所要時間約10分）、徒歩約3分。
- JR米沢駅から市街地循環バス右回りで山大正門前下車（所要時間約10分）。

環境
工学部Bコースの全学年と工学部Aコースの2 - 4年生が在籍。キャンパス内にある旧米沢高等工業学校本館は国の重要文化財に指定されている。

### 鶴岡キャンパス
使用学部
- 農学部

使用研究科
- 農学研究科

使用附属施設
- 農学部図書館

など
交通アクセス
- JR鶴岡駅から徒歩約15分。

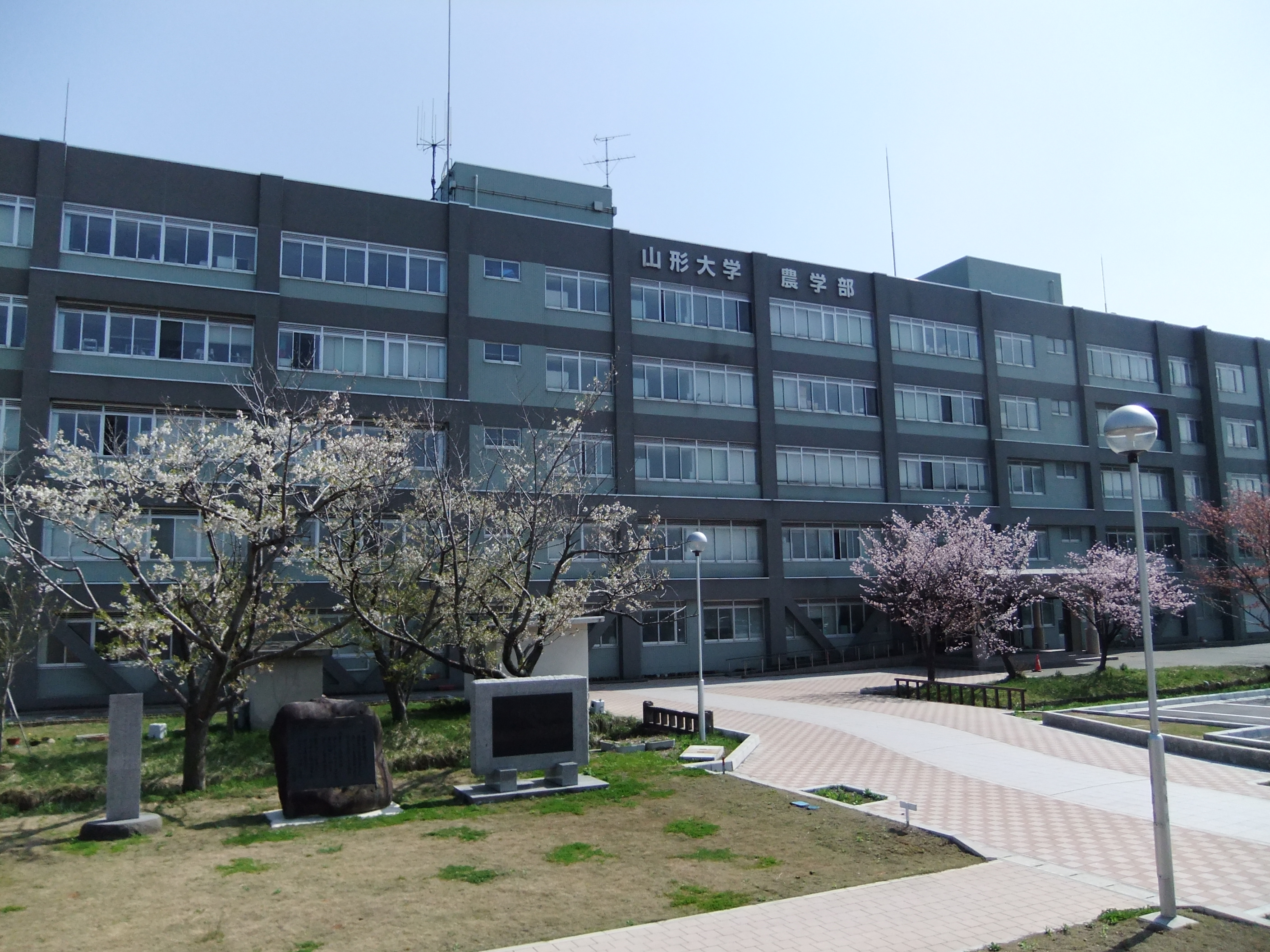
鶴岡キャンパス（農学部）
農学部1号館

- JR鶴岡駅から市内循環バス「鶴岡市内廻り3コース」で農学部前下車（所要時間約5分）。

環境
農学部の2 - 4年生が在籍。山形県道332号面野山鶴岡線を挟んだ隣接地に実験圃場、体育館、運動場、サークル部室などがある。鶴岡キャンパスから約4.5km離れた高坂地区に附属農場が、約25km離れた鶴岡市上名川地区に附属演習林がある。キャンパス内を農業用水路「大道堰（だいどうぜき）」が流れており、2007年（平成19年）と2009年（平成21年）に絶滅危惧種の淡水魚「イバラトミヨ」が発見されている。

## 対外関係

### 国内他大学との協定
- 大学コンソーシアムやまがた[25]

山形県内の10の高等教育機関と放送大学山形学習センター、山形県が組織している連合組織。各教育機関が単位互換協定を結んでおり、「ゆうキャンパス単位互換」という単位互換制度を実施している。
- 放送大学学園と単位互換協定を結んでおり、放送大学で取得した単位を卒業に要する単位として認定することができるなど多様な学習の機会が提供されている[26]。
- 会津大学との教育研究連携協力に関する協定[27]。
- 明治大学との包括連携協定[28]。
- 神奈川大学との包括的連携協定[29][30]

### 産学連携
大学研究者と企業の共同研究など産学連携を支援するオープンイノベーション機構を2018年設置。

### 国際交流
特記ない限り、出典は山形大学公式サイト内「国際交流」。

#### 学術交流協定校・機関
- アメリカ合衆国
  - テキサス大学アーリントン校（テキサス州）
  - プレスティビリアン大学（英語版）(サウスカロライナ州)
  - コロラド州立大学（英語版）（コロラド州）
  - オクラホマ大学（オクラホマ州）
  - ハワイ大学コミュニティカレッジ(ハワイ州)
- アルメニア
  - ロシア＝アルメニア（スラブ）大学（英語版）(エレバン市)
- 韓国
  - 仁済大学校（慶尚南道 金海市）
  - 大邱大学校（慶尚北道 慶山市）
  - 忠北大学校（忠清北道 清州市）
  - 全南大学校（光州広域市）
  - 漢陽大学校（ソウル特別市）
  - 濟州学校（済州特別自治道 済州市）
  - 世宗大学（ソウル特別市）
- 中国
  - 吉林大学（吉林省 長春市）
  - 延辺大学（吉林省 延辺朝鮮族自治州 延吉市）
  - 東北電力大学（吉林省 吉林市）
  - 哈爾浜医科大学（黒竜江省 哈爾浜市）
  - 哈爾浜工業大学（黒竜江省 哈爾浜市）
  - 黒竜江八一農墾大学（中国語版）（黒竜江省 大慶市）
  - 河北医科大学（河北省 石家荘市）
  - 華北理工大学（英語版）（河北省 唐山市）
  - 北京林業大学（北京市）
  - 上海工程技術大学（上海市）
  - 山西師範大学（英語版）（山西省 臨汾市）
  - 青島農業大学（山東省 青島市）
  - 福建師範大学（福建省 福州市）
  - 大連理工大学（遼寧省 大連市）
  - 河南師範大学（英語版）（河南省 新郷市）
  - 広西師範大学（広西チワン族自治区 桂林市）
- 台湾
  - 銘傳大学（台北市）
  - 台湾師範大学（台北市）
  - 国立台湾科技大学（台北市）
  - 国立中興大学（台中市）
  - 中山大学（高雄市）
  - 文藻外語大学（高雄市）
  - 輔仁大学（新北市）
- ベトナム
  - ベトナム国家農業大学（英語版）
  - フエ大学
  - ハノイ国家大学自然科学大学（英語版）
  - カントー大学
- タイ
  - コンケン大学
  - スラナリー工科大学（英語版）
  - チェンマイ大学
  - タイ国科学技術開発庁
  - キング・モンクット工科大学
  - ラジャマンガラ工科大学タンヤブリ校
  - プリンスオブソンクラ大学
  - 泰日工業大学
- パキスタン
  - コムサッツ情報科学大学（英語版）
- インドネシア
  - ガジャマダ大学
  - モハメディアン大学（英語版）
  - パジャジャラン大学（英語版）
- マレーシア
  - マレーシア工科大学
  - マラヤ大学
- フィリピン
  - サン・カルロス大学（英語版）
  - シリマン大学（英語版）
  - エンデラン大学（英語版）
- スリランカ
  - ペラデニア大学
- イギリス
  - マンチェスター大学人文科学学部
  - ヨーク・セントジョン大学（英語版）
- フランス
  - アンジェ大学
  - アルケマ社
- イタリア
  - パルマ大学
  - トリノ大学
- オランダ
  - ライデン大学
  - ハーグ応用科学大学（英語版）
- ドイツ
  - ライプニッツ・ハノーヴァー大学
- スイス
  - ヨーロッパ原子核研究機構（CERN）
- スペイン
  - サラマンカ大学
  - リェイダ大学
- オーストラリア
  - チャールズ・スタート大学
- カナダ
  - モントリオール大学
- ロシア
  - ブリヤート国立大学（英語版）
  - M.Kアモーソフ記念北東連邦大学
- チェコ
  - トーマスバタ大学（英語版）
- ラトビア
  - ラトビア大学
- リトアニア
  - ビリニュス大学
- エストニア
  - タリン大学
- モンゴル
  - モンゴル人文大学
  - モンゴル生命科学大学
  - 新モンゴル学園
- ブルネイ
  - ブルネイ・ダルサラーム大学
- ペルー
  - カトリカ大学
  - サン・マルコス国立大学
  - ペルー国立工科大学
  - ラ・モリーナ国立農業大学（英語版）
  - サンイグナシオデロヨーラ大学（英語版）
  - ペルー文部省（英語版）
- チリ
  - タルカ大学（英語版）
- ボリビア
  - サン・アンドレス大学
- ベナン
  - アボメカラビ大学（英語版）
- ケニア
  - ジョモケニヤッタ農工大学（英語版）

#### 部局間学術交流協定校・機関
- 人文社会科学部
  - フォートルイス大学（英語版）（ アメリカ合衆国コロラド州）
  - 全南大学校人文大学（ 韓国光州広域市）
  - 広西師範大学（ 中国広西チワン族自治区・桂林市）
  - 東北電力大学（ 中国吉林省吉林市）
  - 哈爾浜工業大学外国語学院（ 中国黒竜江省哈爾浜市）
  - 香港浸会大学（ 香港香港特別行政区九龍）
  - カチン大学（ ミャンマーカチン州ミッチーナー）
  - デュースブルクエッセン大学（英語版）東アジア研究院（ ドイツデュースブルク）
  - オスナブリュック応用科学大学（英語版）経営管理・社会科学部（ ドイツオスナブリュック）
  - ブリヤート国立大学東洋学部（ ロシアブリヤート共和国）
- 地域教育文化学部
  - 北華大学（ 中国吉林省吉林市）
  - 東北電力大学（ 中国吉林省吉林市）
  - ブカレスト大学（ ルーマニアブカレスト）
  - ラトビア大学現代言語学部（ ラトビアリガ）
  - 銘傳大学応用語文学院（ 台湾台北市）
  - 台湾師範大学スポーツとレジャー学院（ 台湾台北市）
  - 仁済大学校人文社会科学大学（ 韓国慶尚南道・金海市）
- 理学部
  - 大邱大学校自然科学大学（ 韓国慶尚北道・慶山市）
  - 釜山大学校自然科学大学（ 韓国釜山広域市）
  - 福建師範大学（ 中国福建省福州市）
  - 北京林業大学理学院（ 中国北京市）
  - ガジャマダ大学生物学部（ インドネシアジョグジャカルタ市）
  - ハワイ大学マノア校海洋・地球科学・テクノロジー学部（ アメリカ合衆国ハワイ州）
- 医学部
  - 上海交通大学医学院（ 中国上海市）
  - 浙江大学医学院（ 中国浙江省杭州市）
  - 哈爾浜医科大学（ 中国黒竜江省哈爾浜市）
  - 寧夏医科大学（英語版）（ 中国寧夏回族自治区銀川市）
  - 華北理工大学臨床医学院（ 中国河北省唐山市）
  - 河北医科大学（ 中国河北省石家荘市）
  - 復旦大学公共衛生学院（ 中国上海市）
  - マヒドン大学医学部ラマティボディ病院（英語版）（ タイバンコク）
  - 山形ダッカ友好病院（ バングラデシュダッカ）
  - モデナ・レッジョ・エミリア大学（ イタリアエミリア＝ロマーニャ州レッジョ・エミリア・モデナ）
  - ウプサラ大学医学部（ スウェーデンウプサラ）
- 工学部
  - テキサス大学ダラス校工学部（ アメリカ合衆国テキサス州）
  - テキサス州立大学サンマルコス校（ アメリカ合衆国テキサス州）
  - カリフォルニア大学ロサンゼルス校材料科学工学科（ アメリカ合衆国カリフォルニア州）
  - 東北電力大学（ 中国吉林省吉林市）
  - 吉林化工学院（ 中国吉林省吉林市）
  - 吉林大学（ 中国吉林省吉林市）
  - 河南大学（英語版）化学化工学院（ 中国河南省開封市）
  - 中国科学院化学研究所（ 中国北京市）
  - 東華大学材料科学工程学院（ 中国上海市）
  - 大理大学（ 中国雲南省大理ペー族自治州大理市）
  - 河南理工大学（中国語版）（ 中国河南省焦作市）
  - 長春理工大学（ 中国吉林省長春市）
  - 南京大学化学化工学院（ 中国江蘇省南京市）
  - 台湾大学工学院・電気情報学院（ 台湾台北市）
  - 国立中央大学工学院（ 台湾桃園市）
  - 国立台北科技大学工学院（ 台湾台北市）
  - 長庚大学工学部（ 台湾桃園市）
  - 韓国海洋大学（ 韓国釜山広域市）
  - バングラデシュ工科大学（英語版）（ バングラデシュダッカ）
  - コーチン科学技術大学（英語版）工学部（ インドコーチ）
  - クイーンズランド大学理学部（ オーストラリアブリスベン）
  - サイモンフレーザー大学応用科学部（ カナダバーナビー）
  - ブリティッシュコロンビア工科大学（ カナダバーナビー）
  - 泰日工業大学工学部（ タイバンコク）
  - シラパコーン大学工学・産業技術学部（ タイバンコク）
  - 原子力・代替エネルギー庁（フランス）（ フランスジフ＝シュル＝イヴェット）
  - フラウンホーファーFEP（ドイツ語版）（有機エレクトロニクス・電子ビーム・プラズマ技術研究所）（ ドイツドレスデン）
  - エルランゲンーニュルンベルク大学工学部（ ドイツニュルンベルク）
  - 日本NPOセンター（ 日本東京都千代田区）
- 農学部
  - ガジャマダ大学農学部、林学部、農業工学部、数学・自然科学部（ インドネシアジョグジャカルタ）
  - インドネシア林業省森林研究開発庁森林自然保護研究開発センター（ インドネシア）
  - 東南アジア熱帯生物学センター（ インドネシアボゴール）
  - ムラワルマン大学林学部（ インドネシアサマリンダ）
  - パジャジャラン大学（英語版）数学・自然科学部（ インドネシアバンドン）
  - ボゴール農科大学（ インドネシアボゴール）
  - ボルネオ大学（英語版）（ インドネシアタラカン）
  - ジェンデラルアチマドヤニ大学（インドネシア語版）（ インドネシアチマヒ）
  - ランブンマンクラート大学（英語版）林学部（ インドネシアバンジャルマシン）
  - 忠北大学校農業生命環境大学（ 韓国忠清北道・清州市）
  - ペラデニヤ大学農学部（ スリランカ）
  - 浙江省農業科学院（ 中国浙江省杭州市）
  - 中国農業大学食品科学栄養工学部（ 中国北京市）
  - 瀋陽農業大学（中国語版）（ 中国遼寧省瀋陽市）
  - 延辺大学農学院（ 中国吉林省・延辺朝鮮族自治州延吉市）
  - 南京農業大学（ 中国江蘇省南京市）
  - 華中農業大学（ 中国湖北省武漢市）
  - 東北林業大学（ 中国黒竜江省哈爾浜市）
  - 福建農林大学（英語版）資源環境学院（ 中国福建省福州市）
  - シエレ・バングラ農業大学（ バングラデシュ ダッカ）
  - ハジェ・モハマド・ダネシュ科学技術大学（英語版）（ バングラデシュ）
  - バングラデシュ農業大学（英語版）（ バングラデシュ マイメンシン）
  - ラオス国立大学工学部（ ラオス ヴィエンチャン市）
  - カセサート大学農学部カンペンセン校（ タイ カンペンセン郡（英語版））
  - カセサート大学理学部（ タイ バンコク）
  - キング・モンクット工科大学トンブリ校（ タイ）
  - ビサヤ大学（英語版）（ フィリピン）
  - モンゴル生命科学大学（ モンゴル ウランバートル）
  - タルカ大学農学部（ チリ）
  - ライプニッツ・ハノーヴァー大学自然科学学部（ ドイツ ハノーファー）

#### 医療協力
- バンコク病院（ タイ）に重粒子治療で協力している[33]。

## 不祥事・労働問題
- 2013年6月15日（処分日） - 大学院理工学研究科の男性教授（50代）が、2011年の4月と7月ごろ、女子院生らと居酒屋やカラオケ店に行った際に院生の肩に手を回した。また日常的に研究室で女子院生らを感情的にどなりつけるアカデミックハラスメントを繰り返し、これにより女子院生は精神的に追い詰められたという[34]。女子院生が2012年11月、大学側に相談し、事態が発覚[34]。大学は相談を受けた翌日に女子院生の指導教官を変え、調査委員会を立ち上げて他の院生らからも事実を確認していた[34]。2013年6月15日、大学は男性教授を停職（3ヵ月）の懲戒処分とした[34]。
- 2017年11月14日 - 「山形大学ｘEV飯豊研究センター」センター長の教授が、有期雇用の男性技術支援職員（20代）に対してパワハラを行っていたことが判明した[35]。当初、小山清人学長はこの事件を否定していたが、山形大職員組合がパワハラを示す証拠写真を提出したため、キャンパス・ハラスメント特別対策委員会を設置した[35]。ただし、特別対策委員会の報告書は公開しない方針である[35]。具体的には、2016年9月頃、男性技術支援職員の机上に「マジックくらい買っとけ！！《役立たず》」「誰が選んだこのコピー　ボケが！！　遅くて使えん」「ここに貼るな！！」などという書き置きがあり、職員組合の聞き取りによれば、いずれも山形大学の教授の筆跡とみられるという[35]。2017年2月8日には、同センターを訪れた顧客企業の関係者の前で、センター長の教授は男性技術支援職員を「偏差値40」「偏差値40」と連呼し、何度も罵倒したという[35]。
- 2019年9月27日（処分日） - 米沢キャンパスに勤務する男性助教（30代）が、2017年10月ごろから、研究室に所属する複数の学生を指導する際、感情的になり、不適切な言葉で罵倒するなど威圧的な言動を繰り返し、強い心的ストレスを与えた。大学は、教育指導上のパワハラ（アカデミックハラスメント）であり、修学環境を悪化させたと認定した。大学は9月27日、男性助教を停職（2ヵ月）の懲戒処分とした。
- 2019年10月18日（処分日） - 工学部の男性准教授（50代）が、2017年3月ごろから2018年11月までの間、研究室や出張先で女子学生の頭や肩などに触れたり、学会出張時の列車内でひざを触ったりするなどしたほか、女子学生が帰宅する際、自宅までつきまとって精神的苦痛を与えた[36]。大学は一連の行為をセクシャルハラスメントとして、男性准教授を停職（1ヵ月）の懲戒処分とした[36]。
- 2020年1月14日（処分日） - 工学部事務部の男性副課長（53歳）が学友会費など約537万円を着服したとして、懲戒解雇された[37]。
- 2020年5月13日（処分日） - 飯田キャンパスの専門職員男性（50代）が、業務委託先の業者の従業員に対し2016年4月～2019年12月の間、複数の従業員に対し、感情的になり暴言や叱責を浴びせる行為を繰り返した。従業員は恐怖を感じ、業務やスケジュールが遅れたという。　同キャンパス内の調査委員会が2020年1～3月に調査し、パワーハラスメントと認定。大学は5月13日、男性職員を停職（1ヵ月）の懲戒処分にした[要出典]。